# Friedhelm Ptok
Friedhelm Ptok (Amburgo, 7 agosto 1933) è un attore e doppiatore tedesco.

## Biografia
Friedhelm Ptok è nato ad Amburgo il 7 agosto 1933. Dal 1965 al 1969 lavora al Teatro Kammerspiele di Monaco di Baviera, dal 1969 al 1972 opera al Deutsches Schauspielhaus di Amburgo. È noto, in Italia, per l'interpretazione di Werner Gravenberg nella soap opera di ZDF Julia - La strada per la felicità, tra il 2005 e il 2006.

## Filmografia

### Cinema
- Fuoco di paglia (Strohfeuer), regia di Volker Schlöndorff (1972)
- Zwischen zwei Kriegen, regia di Harun Farocki (1978)
- Der Pfingstausflug, regia di Michael Günther (1978)
- Kaltgestellt, regia di Bernhard Sinkel (1980)
- Immer Sommer, regia di Michael Ruf (2008)
- Riss, regia di Birnur Pilavci (2010)

### Teatro
- Unscharfe Bilder, regia di Georg Immelmann (2004)
- Cosmio & Ricarda, regia di Astrid Windorf (2005)
- Der Grossinquisitor, regia di Stefan Neugebauer (2006)
- Nackt, regia di Peter Zadek (2008)
- Faust, regia di Stefan Neugebauer (2010)
- Der Freischuss, regia di Gustav Rueb (2011)

### Televisione
- Hafenpolizei – serie TV, episodio 2x04 (1964)
- Der Spaßvogel, regia di Peter Zadek (1964)
- Held Henry, regia di Heribert Wenk e Peter Zadek (1965)
- Caligula, regia di Ludwig Cremer (1966)
- Tempelchen, regia di Karl Fruchtmann (1966)
- Elektra, regia di Hans-Reinhard Müller (1966)
- Magdalena, regia di Hans Schweikart (1966)
- Bäume sterben aufrecht, regia di Joachim Hess (1967)
- Das Kriminalmuseum – serie TV, episodio 5x09 (1967)
- Ein Mädchenleben für Wind, regia di Karl Fruchtmann (1967)
- König Ödipus, regia di Oswald Döpke (1967)
- Dieser Platonow..., regia di Oswald Döpke (1967)
- Ein Schweigen vom Himmel, regia di Franz Josef Wild (1968)
- Die schwarze Sonne, regia di Falk Harnack (1968)
- Im Dickicht der Städte, regia di Martin Batty e Peter Stein (1968)
- Abschied von Olga, regia di Klaus Kirschner (1969)
- Clavigo, regia di Marcel Ophüls e Fritz Kortner (1970)
- Hamburg Transit – serie TV, episodio 1x07 (1971)
- Ein Nachmittag wie viele, regia di Rainer Wolffhardt (1971)
- F.M.D. - Psychogramm eines Spielers, regia di Georg Tressler (1971)
- Die Melchiors – serie TV (1972)
- Freizeitraum, Bau 2, regia di Diethard Klante (1972)
- Artur, Peter und der Eskimo, regia di Werner Schlechte (1973)
- Ermittlungen gegen Unbekannt, regia di Roland Gall (1974)
- Niemandsland, regia di Hans Lietzau e Heribert Wenk (1978)
- Der Poltergeist, regia di Jindrich Mann (1981)
- Flucht aus London, regia di Wolfgang Storch (1982)
- Der kleine Bruder, regia di Rainer Söhnlein (1982)
- Christian Rother - Bankier für Preussen, regia di Peter Deutsch (1986)
- Die Menagerie von Sanssouci, regia di Jens-Peter Behrend (1987)
- Un caso per due (Ein Fall für zwei) – serie TV, episodio 8x02 (1981)
- Kartoffeln mit Stippe, regia di Franz Josef Gottlieb (1990)
- Liebling Kreuzberg – serie TV, episodi 3x06-3x07 (1990)
- Buongiorno professore! (Unser Lehrer Doktor Specht) – serie TV, episodi 1x01-1x02-1x09 (1992)
- Kein Rezept für die Liebe, regia di Dieter Kehler (1993)
- Immer wieder Sonntag – serie TV, episodio 1x08 (1993)
- Der Nachlaß, regia di Rüdiger Sünner (1994)
- Ausweglos, regia di Sigi Rothemund (1995)
- Mona M. - Mit den Waffen einer Frau – serie TV, episodio 1x01 (1996)
- Alarmcode 112 – serie TV (1996)
- Hollister, regia di Diethard Klante (1997)
- Für alle Fälle Stefanie – serie TV, episodio 4x11 (1998)
- La nave dei sogni (Das Traumschiff) – serie TV, episodio 1x32 (1998)
- Il medico di campagna (Der Landarzt) – serie TV, episodio 8x11 (1999)
- Todesengel, regia di Markus Fischer (1999)
- Il Clown (Der Clown) – serie TV, episodio 3x11 (1999)
- Squadra Speciale Cobra 11 (Alarm für Cobra 11 - Die Autobahnpolizei) – serie TV, episodio 4x03 (2000)
- Die Motorrad-Cops: Hart am Limit – serie TV, episodio 1x02 (2000)
- 1000 Meilen für die Liebe, regia di Peter Deutsch (2001)
- Dr. Sommerfeld - Neues vom Bülowbogen – serie TV, episodio 5x06 (2002)
- Der letzte Zeuge – serie TV, episodio 5x02 (2003)
- Nicht ohne meinen Anwalt – serie TV, episodio 1x06 (2003)
- Stefanie - Eine Frau startet durch – serie TV, episodio 1x03 (2004)
- Delphinsommer, regia di Jobst Oetzmann (2004)
- M.E.T.R.O. - Ein Team auf Leben und Tod – serie TV, episodi 1x10-1x11 (2006)
- Julia - La strada per la felicità (Julia - Wege zum Glück) – serial TV, 140 puntate (2005-2006)
- Inga Lindström – serie TV, episodio 4x01 (2006)
- Löwenzahn – serie TV (2007)
- Il nostro amico Charly (Unser Charly) – serie TV, episodi 2x12-7x11-13x03 (1997-2008)
- La casa sul lago (Ein Hausboot zum Verlieben), regia di Jorgo Papavassiliou (2009)
- Stubbe - Von Fall zu Fall – serie TV, episodio 1x37 (2009)
- Danni Lowinski – serie TV, episodio 1x03 (2010)
- Bei manchen Männern hilft nur Voodoo, regia di Thomas Nennstiel (2010)
- Die Rosenheim-Cops – serie TV, episodi 9x04-9x05-10x08 (2009-2010)

## Doppiaggio

### Cinema
- Pandora (1951) – Hendrik van der Zee
- Carry On Cruising (1962) – Drunk Passenger
- Snack bar blues (1980) – Charlie
- Guerre stellari - L'Impero colpisce ancora (1980) – Palpatine
- Jules Verne's Mystery on Monster Island (1981) – Taskinar/Skinner
- Tradimenti (1983) – Jerry
- Indiziato di reato (1991) – Joe Lesser
- A proposito di Henry (1991) – Dr. Marx
- Frankenstein di Mary Shelley (1994) – Professor Waldman
- Ancora vivo (1996) – Ed Galt
- L'apostolo (1997) – Euliss "Sonny" Dewey
- La cena dei cretini (1998) – Lucien Cheval
- Sogno di una notte di mezza estate (1999) – Teseo
- Star Wars: Episodio I - La minaccia fantasma (1999) – Palpatine
- L'ultimo gigolò (2001) – Nigel
- Star Wars: Episodio II - L'attacco dei cloni (2002) – Palpatine
- The Dreamers - I sognatori (2003) – Jean-Pierre Léaud
- Troy (2004) – Nestore
- Star Wars: Episodio III - La vendetta dei Sith (2005) – Palpatine
- Santa's Slay (2005) – Nonno di Nicolas
- Guida galattica per autostoppisti (2005) – Marvin
- V per Vendetta (2005) – Lilliman
- The Astronaut Farmer (2006) – Hal
- Terry Pratchett's Hogfather (2006) – Lord Downey
- The Last Kiss (2006) – Stephen
- La bussola d'oro (2007) – Farder Coram
- Away from Her - Lontano da lei (2007) – Grant Anderson
- Funeral Party (2007) – Reverendo
- Star Wars: The Clone Wars (2008) – Palpatine
- Adam Resurrected (2008) – Dr. Nathan Gross
- Nel paese delle creature selvagge (2009) – Douglas
- Greta (2009) – Joseph
- L'uomo che fissa le capre (2009) –  Gus Lacey
- I guardiani del destino (2011) – Thompson

### Televisione
- Yes Minister (1980-1984) – Bernard Woolley
- Hazzard (1984) –  Dewey Hogg
- Star Wars: Clone Wars (2003) – Palpatine
- The Practice - Professione avvocati (1997-2002) – Joey Heric
- Deadwood (2006) – Jack Langrishe
- Fringe (2008) – Dashiell Kim
- Star Wars: The Clone Wars (2008-2014) – Palpatine